# Jindřich Geisler
Jindřich Geisler (15. července 1849, Laškov – 18. března 1927, Olomouc) byl moravský kněz, hudební kritik, muzikant, organizátor hudebního života, učitel liturgického zpěvu a především zakladatel hudebního spolku Žerotín. Pocházel z významné hanácké rodiny Geislerů, k níž patřil například jeho sourozenci lékař Josef Geisler, advokát Antonín Geisler či učitelka a ředitelka škol Marie Matulová (Geislerová).

## Život
Narodil se v hanácké vsi Laškov rozkládající se západně od Olomouce a Prostějova a východně od městečka Konice na úpatí Drahanské vrchoviny. Jde o starou čistě česky osídlenou obec, jejíž kořeny sahají až do středověku. Geisler od útlého mládí projevoval zájem a talent pro hudbu. Tento svůj interes rozvíjel na laškovské faře a později v Přemyslovicích a Kokorách. Koneckonců měl svůj vzor ve svém otci Antonínovi, který byl známý hudebník, učitelem a vlastenec. Antonín Geisler působil v Kokorách skoro 40 let (rodina přišla do Kokor v roce 1855) na místo řídícího učitele a regenschoriho kokorského kostela. Jeho otec založil v Kokorách čtenářsko-pěvecký spolek Lumír, obecní knihovnu, propagoval technologické novinky v oblasti zemědělství apod. Měl celkem 7 sourozenců a bylo přirozené, že v rodině venkovského učitele bylo nutné, aby se aspoň jeden ze synů vydal na kněžskou dráhu. Jindřich, který byl nejstarším synem, navíc se zájmem o hudbu a církevní prostředí, byl logicky oním vyvoleným. Výrazně se do dějin Hané a vůbec národního hnutí ve 2. polovině 19. století na Moravě zapojili i další dva Jindřichovi bratři. JUDr. Antonín Geisler byl známým a aktivním olomouckým advokátem a starostou olomouckého Sokola a MUDr. Josef Geisler lékařem, soudním znalcem, který působil v Pöttingeu. Všichni byli kulturně, vlastenecky a pedagogicky činní.
Působil v chrámu sv. Václava v Olomouci, později se stal kanovníkem a prelátem olomoucké kapituly. Vedle těchto „kariérních“ pozic se věnoval i své lásce, hudbě. Byl spoluzakladatelem a dlouholetým předsedou (1880–1905) hudebního spolku Žerotín. Navázal osobní přátelství s Antonínem Dvořákem, jehož dílo neúnavně propagoval. Dvořák taktéž několikrát Olomouc kvůli němu navštívil a dokonce zde dirigoval některá svá díla, například Requiem nebo Te Deum. V letech 1917–1918 byl rektorem kostela sv. Anny v Olomouci, 1916–1920 generálním vikářem olomoucké arcidiecéze, 1918–1927 scholastikem Metropolitní kapituly u svatého Václava v Olomouci.

## Dílo
Kromě organizování hudebního života a hudebních organizací se věnoval i nakladatelské činnosti. K nejznámějším dílům patří Zvuky nebeské: průvod varhanový k písním duchovním v kancionále Bečákově obsaženým. Chrámová hudba, liturgický zpěv, písně v mateřském jazyce, to pro něj tvořilo základ jeho hudební činnosti. Tu propagoval vydáváním a šíření kancionálů moravských obrozenců první generace, k nimž patřili např. Tomáš Fryčaj, Tomáš Bečák, popularizoval i kancionály ze starších období 16.–17. století.